# Meri-Rastila

Meri-Rastila na mapie Helsinek

Meri-Rastila (szw. Havsrastböle) – dzielnica (fiń. osa-alue) Helsinek, część Vuosaari. Zajmuje powierzchnię 1,91 km² i zamieszkana jest przez 5277 osób (2014), co daje gęstość zaludnienia 2763 osóby/km².
Meri-Rastila kojarzona jest głównie z dużą liczbą imigrantów. Ocenia się, że w 2006 roku stanowili oni jedną piątą populacji dzielnicy. Wśród nich największą część stanowili Somalijczycy, Rosjanie i Estończycy.